# 巴法塔區
12°10′N 14°45′W / 12.167°N 14.750°W
巴法塔區是畿內亞比紹的一個行政區，該區北臨塞內加爾，西接奧約區和基納拉區，南毗通巴利區，東鄰加布區，總面積5,981平方公里，2009年人口225,516。